# Sargus lindneri
Sargus lindneri är en tvåvingeart som först beskrevs av James 1975.  Sargus lindneri ingår i släktet Sargus och familjen vapenflugor. Inga underarter finns listade i Catalogue of Life.